# Alexandre Bardenet
Alexandre Bardenet (ur. 26 maja 1990 w Saint-Saulve) – francuski szpadzista, trzykrotny medalista mistrzostw świata.
W 2007 roku zdobył brąz w indywidualnej rywalizacji kadetów na mistrzostwach świata juniorów w Belek. Na rozgrywanych trzy lata później mistrzostwach świata juniorów w Baku zdobył indywidualnie srebrny medal. 
Podczas mistrzostw świata w Budapeszcie w 2019 roku Francuzi w składzie: Alexandre Bardenet, Yannick Borel, Ronan Gustin i Daniel Jérent zdobyli złoty medal w zawodach drużynowych. W tej samej konkurencji zdobył także złoto na mistrzostwach świata w Kairze w 2022 roku i srebro na mistrzostwach świata w Mediolanie w 2023 roku.
Wystartował na igrzyskach olimpijskich w Tokio, gdzie zajął piąte miejsce drużynowo i jedenaste indywidualnie.
Ponadto zdobył drużynowo brązowy medal na mistrzostwach Europy w Antalyi (2022). 